# Сальтарелло
Сальтаре́лло, также сальтаре́лла (итал. saltarello, от saltare — прыгать) — жанр итальянской танцевальной и инструментальной музыки, распространённый в XIV и XVI веках (эпоха Возрождения); начиная с конца XVIII века возродился как народный танец (существует и поныне).

## Названия в европейских языках
Многие варианты названий танца так или иначе связаны с повышенной прыгучестью при его исполнении. 
В немецком — Hoppertanz или Hupfertanz («танец прыжков»).
В Испании иногда носил родовое название высокого танца (исп. alta danza), поскольку танец относится к категории высоких, противопоставленных низким танцам (без прыжков).
Во Франции носил самобытное название pas de Brabant («брабантское па»).

## История

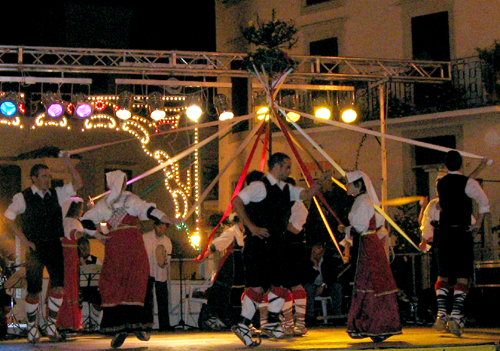
Сальтарелло

Первые нотированные образцы сальтареллы датированы концом XIV века (три одноголосные пьесы с названием saltarello в лондонском кодексе итальянского происхождения: GB-Lbm Add. 29987).
В XVI—XVII веках сальтареллы стали жанром многоголосной инструментальной музыки и нередко входили в сюиты танцевальной развлекательной музыки; сохранились многие сальтареллы, написанные для лютни и клавишных инструментов (например, Винченцо Галилея, Микеланджело Галилея).
Сальтарелла относилась к высоким танцам
Сальтарелла с XVIII века и поныне (на римском карнавале; также популярен в провинциях центральной Италии) — парный народный танец, который пишется в размере 6/8 или 2/4 с триолями из восьмых на каждую четверть, в двухколенном складе, с повторениями.
Ф. Мендельсон использовал мелодии двух сальтарелл в финале своей «Итальянской симфонии». Алькан использовал сальтареллу в финале ми-мажорной сонаты для виолончели и фортепиано, а также, ему принадлежит сальтарелло ми минор для фортепиано op.23. Г. Берлиоз использовал сальтареллу в увертюре «Римский карнавал» и в сцене карнавала в своей опере «Бенвенуто Челлини».